# Byadgi
Byadgi là một thị xã của quận Haveri thuộc bang Karnataka, Ấn Độ.

## Địa lý
Byadgi có vị trí 14°41′B 75°29′Đ / 14,68°B 75,48°Đ Nó có độ cao trung bình là 601 mét (1971 foot).

## Nhân khẩu
Theo điều tra dân số năm 2001 của Ấn Độ, Byadgi có dân số 25.658 người. Phái nam chiếm 51% tổng số dân và phái nữ chiếm 49%. Byadgi có tỷ lệ 67% biết đọc biết viết, cao hơn tỷ lệ trung bình toàn quốc là 59,5%: tỷ lệ cho phái nam là 74%, và tỷ lệ cho phái nữ là 60%. Tại Byadgi, 13% dân số nhỏ hơn 6 tuổi.